# Barrage de Chaudanne
Le barrage de Chaudanne est un barrage voûte construit de 1950 à 1953, dans le département des Alpes-de-Haute-Provence. 

## Description
Situé immédiatement à l’aval du barrage de Castillon, il permet de limiter les variations de débit à l’entrée des gorges du Verdon. 
Comme pour celui de Castillon, la centrale est entièrement automatisée. Elle est intégrée dans les fondations du barrage et est équipée de deux turbines Francis de 11 MW. Les turbines de l’usine de Chaudanne, située en amont immédiat de Castellane, font varier les débits relâchés dans le Verdon. Ainsi, à l’aval de Chaudanne, le débit peut varier de 1,5  à   40 m3/s, ce qui provoque des montées rapides du niveau d’eau et des augmentations de vitesse dans la rivière.